# あきれた刑事 南の島へ行く
『あきれた刑事 南の島へ行く』（あきれたでか みなみのしまへいく、イタリア語: Il commissario Lo Gatto, 「分署長ロ・ガット」の意、「ロ・ガット」は人名・「牡猫」の意）は、1986年（昭和61年）製作・公開、ディーノ・リージ監督によるイタリアの映画である。イタリア式コメディの1作。

## 略歴・概要
本作は、1986年、イタリアの製作会社ディーン・フィルムが製作して、同年、同国内で公開された。リノ・バンフィの代表作とされ、床屋を演じたアルマンド・マッラが劇中で、「刑事コジャックよりはマシ」というセリフがある。
日本では、劇場公開されることはなく、ビデオグラムのみ、1990年（平成2年）3月25日、イメージファクトリー・アイエムの発売により、VHSカセットとしてレンタルでリリースされた。『あきれた刑事 南の島へ行く』とは同社がビデオグラム発売する際につけた日本語題であり、1987年（昭和62年）に日本で製作・放映されたテレビ映画『あきれた刑事』とは直接の関係はない。2010年9月現在、日本でのDVDはリリースされていない。
2010年（平成22年）、第67回ヴェネツィア国際映画祭での「イタリアコメディ回顧展」の1本に選ばれ、上映された。

## スタッフ・作品データ
- プロデューサー : ピオ・アンドレッティ （Pio Angeletti）、アドリアーノ・デ・ミケーリ （Adriano de Micheli）
- 監督 : ディーノ・リージ
- 脚本 : ディノ・リージ、エンリコ・ヴァンツィーナ （Enrico Vanzina）
- 撮影 : アレッサンドロ・デーヴァ （Alessandro D'Eva [5]）
- 美術 : ルチアーノ・サゴーニ （Luciano Sagoni [6]）
- 編集 : アルベルト・ガッリッティ （Alberto Gallitti [7]）、クラウディオ・リージ （Claudio Risi）
- 音楽 : マヌエル・デ・シーカ （Manuel De Sica）

- 上映時間 : 91分 [1] /   90分[3]
- フォーマット : カラー映画 - ヨーロピアン・ヴィスタサイズ（1.66:1） - モノラル録音

## キャスト
クレジット順
- リノ・バンフィ （Lino Banfi） - 分署長ロ・ガット
- マウリツィオ・フェッリーニ （Maurizio Ferrini） - Agente Gino Gridelli
- マウリツィオ・ミケーリ （Maurizio Micheli） - Vito Ragusa
- イザベル・ルッシノーヴァ （Isabel Russinova） - Wilma Cerulli / Maria Papetti
- ガレアッツォ・ベンティ （Galeazzo Benti） - Barone Fricò
- レナータ・アッティヴィッシモ （Renata Attivissimo [8]） - Addolorata Patanè
- ニコレッタ・ボリス （Nicoletta Boris [9]） - Annunziata Patanè
- アルバーノ・ブファリーノ （Albano Bufalini [10]） - 薬剤師
- アルベルト・カポーネ （Alberto Capone [11]）
- ロベルト・デッラ・カーザ （Roberto Della Casa） - Architetto Arcuni
- ジャンニ・フランコ （Gianni Franco [12]） - Pedretti, aka Bazooka
- マルチェッロ・フルジエーレ （Marcello Furgiele [13]） - ライフガード Mario
- リチニア・レンティーニ （Licinia Lentini） - Mrs. Bellugi
- アルマンド・マッラ （Armando Marra [14]） - 床屋
- ヴァレリア・ミリッロ （Valeria Milillo） - Manuela Bellugi
- アンドレア・モントゥスキ （Andrea Montuschi [15]） - 司祭 Don Giacomo
- ジャンルイージ・ピッツェッティ （Gianluigi Pizzetti [16]） - Ingegner Bellugi
- アントネッラ・ヴォーチェ （Antonella Voce [17]） - Immacolata Patanè

クレジット外・アルファベット順
- ファビオ・ファツィオ （Fabio Fazio） - Giulio Andreotti の声
- ジュゼッペ・マッロッコ （Giuseppe Marrocco [18]） - Uomo delle pulizie

## 関連事項
- イタリア式コメディ

## 註
1. 1 2 3 4  Il commissario Lo Gatto, Internet Movie Database （英語）, 2010年9月6日閲覧。
2. ↑  Il commissario Lo Gatto, allmovie （英語）, 2010年9月6日閲覧。
3. 1 2 3 4  あきれた刑事 南の島へ行く、allcinema ONLINE, 2010年9月6日閲覧。
4. ↑  Italian Comedy - The State of Things, 第67回ヴェネツィア国際映画祭 （英語）, 2010年9月6日閲覧。
5. ↑  Alessandro D'Eva - IMDb（英語）, 2010年9月6日閲覧。
6. ↑  Luciano Sagoni - IMDb（英語）, 2010年9月6日閲覧。
7. ↑  Alberto Gallitti - IMDb（英語）, 2010年9月6日閲覧。
8. ↑  Renata Attivissimo - IMDb（英語）, 2010年9月6日閲覧。
9. ↑  Nicoletta Boris - IMDb（英語）, 2010年9月6日閲覧。
10. ↑  Albano Bufalini - IMDb（英語）, 2010年9月6日閲覧。
11. ↑  Alberto Capone - IMDb（英語）, 2010年9月6日閲覧。
12. ↑  Gianni Franco - IMDb（英語）, 2010年9月6日閲覧。
13. ↑  Marcello Furgiele - IMDb（英語）, 2010年9月6日閲覧。
14. ↑  Armando Marra - IMDb（英語）, 2010年9月6日閲覧。
15. ↑  Andrea Montuschi - IMDb（英語）, 2010年9月6日閲覧。
16. ↑  Gianluigi Pizzetti - IMDb（英語）, 2010年9月6日閲覧。
17. ↑  Antonella Voce - IMDb（英語）, 2010年9月6日閲覧。
18. ↑  Giuseppe Marrocco - IMDb（英語）, 2010年9月6日閲覧。